# Thập niên 130 TCN
Thập niên 130 TCN hay thập kỷ 130 TCN chỉ đến những năm từ 130 TCN đến 139 TCN.